# Енні Мак
Енні Макманус (англ. Annie MacManus; нар. 18 липня 1978) — ірландська діджейка та телеведуча, більш відома під робочим псевдонімом Енні Мак (англ. Annie Mac). Відома завдяки епонімному музичному радіошоу Annie Mac на BBC Radio 1 у Великій Британії, що транслюється по п'ятницях о 19:00 (UTC), а також як ведуча радіослоту з 19:00 до 21:00 (UTC) з понеділка по п'ятницю.

## Життєпис
Енні Мак народилась в Дубліні, Ірландія 18 липня 1978. Після навчання у Wesley College в Дубліні вивчала Англійську літературу в Queen's University Belfast, Північна Ірландія. Проживає в Queen's Park, London. Разом з партнером має сина (нар. в травні 2013). Брат Енні, Davey MacManus, був вокалістом на гітаристом у гуртах The Crocketts та The Crimea Енні МакМанус вболіває за клуб Tottenham Hotspur F.C.

## Кар'єра
Перша передача Annie Mac на BBC Radio 1 була надана 29 липня 2004. До цього вона продюсувала на BBC Radio 1, а її голос було чути в джинглах що найменш від січня 2004.
Її перший сет наживо на станції звучав у BBC Radio 1's Big Weekend в Dundee в травні 2006 як складова прямого етеру Essential Mix.